# Сосна мелкоцветковая
Сосна мелкоцветковая, или Сосна мелкоцветная, или Сосна малоцветковая (лат. Pinus parviflora), — вид деревянистых растений рода Сосна (Pinus) семейства Сосновые (Pinaceae).

## Распространение
В природе растёт в предгорьях и горах на солнечных каменистых склонах на высотах от 60 до 800 м над уровнем моря на Хоккайдо и 300—2500 м на Хонсю, а также на острове Уллунг у берегов Кореи и на Курильских островах (Итуруп и Кунашир). Широко выращивается как декоративное садовое дерево или в виде бонсаев.

## Ботаническое описание
Деревья до 25 м высотой; ствол до 1 м в диаметре, часто ветвится от основания. Крона в молодости узкоконусовидная; позже — ширококонусовидная, раскидистая. Кора гладкая, бледно-серая, с возрастом отслаивающаяся тонкими чешуйками, становится тускло-серой. Молодые побеги около 3 мм толщиной, зелёные или зеленовато-коричневые, слегка опушённые курчавыми беловатыми волосками, более старые — желтовато-коричневые или светло-серые, голые. Верхушечные почки 4—7 мм длиной, 2,5—3 мм шириной, яйцевидные или яйцевидно-цилиндрические, заострённые, несмолистые; их чешуи, расположенные почти мутовчато, ланцетные, суженные на верхушке в небольшое остроконечие, красновато-тёмно-коричневые с небольшими плёнчатыми светлыми бахромчатыми краями.
Хвоинки по 5 в пучках, слегка изогнутые, треугольные в поперечном сечении, 3,5—6 см длиной, 0,7—0,9 мм шириной, тёмно-зелёные, с устьичными линиями на абаксиальной поверхности, сильно изогнутые, с очень редкозубчатыми (8—14 зубцов на 1 см края) или почти цельными краями, притуплённые на верхушке, скученные на верхушках побегов, сохраняются 3—4 года. Влагалища брахибластов 10—17 мм длиной; чешуевидные листья с тупой, почти закруглённой верхушкой, более или менее цельными краями, светло-серовато-коричневые с малозаметной средней жилкой.
Микростробилы в собраниях по 20—30, 5—6 мм длиной, около 3 мм шириной, скученные в нижней части молодых побегов, цилиндрические, красно-коричневые, с многочисленными микроспорофиллами. Семенные шишки одиночные или в числе нескольких, косо вверх обращённые или горизонтальные, 4—8 см длиной, 3—4,5 см толщиной, яйцевидные или эллиптически-яйцевидные, слегка смолистые; сохраняются на ветвях 6—7 лет. Апофизы почти ромбические, на верхушке широкозакруглённые, сводчато-выпуклые, бледно-коричневые или тускло-серо-коричневые, с небольшим малозаметным пупком, загнутым внутрь. Семена 8—10 мм длиной, около 7 мм шириной, неправильно обратнояйцевидные, коричневые или черноватые, с коротким крылом около 10 мм длиной.

## В культуре
В Европе интродуцирована с 1861 г. Часто разводится в Японии в горшечной культуре бонсай. В Ботаническом саду Петра Великого появлялась на короткое время и быстро выпадала.